# Sanne Langelaar
 (octobre 2018).
Si vous disposez d'ouvrages ou d'articles de référence ou si vous connaissez des sites web de qualité traitant du thème abordé ici, merci de compléter l'article en donnant les références utiles à sa vérifiabilité et en les liant à la section « Notes et références ».
Sanne Langelaar, née le 22 avril 1984 à Rotterdam, est une actrice néerlandaise.

## Filmographie

### Téléfilms
- 2013 : Goede tijden, slechte tijden : Sjors Langeveld
- 2013 : De Meisjes van Thijs (nl) : Joanne
- 2013 : Verliefd op Ibiza (nl) : Suus
- 2014 : StartUp (nl) : Inge Wiegel
- 2014 : Heer & Meester (nl) : Esther Zomer
- 2015 : Gouden Bergen (nl) : Esmee
- 2015 : Dagboek van een callgirl (nl) : Anna
- 2016 : Meiden van de Herengracht (nl) : Amber
- 2016 : Project Orpheus : Jasmijn Adema
- 2016 : Weemoedt (nl) : Liv Post
- 2017 : B.A.B.S. (nl) : Fatima
- 2017 : Sluipschutters (nl) : Diverse rôles
- 2018 : Flikken Maastricht : Rachel Dubois

### Cinéma
- 2011 : All Stars 2: Old Stars (nl) : Charlotte
- 2012 : Alles is familie (nl) : Anna
- 2013 : Waterdagen : Lin
- 2014 : Loenatik, te gek (nl) : L'assistante directrice
- 2015 : Michiel de Ruyter : Anna de Ruyter
- 2016 : Sneekweek de Martijn Heijne : l'agent Katja
- 2016 : Familieweekend (nl) : Frederique
- 2016 : Fake : Maya
- 2016 : Of ik gek ben (nl) : Marieke
- 2017 : Tuintje in mijn hart (nl) : Shirley
- 2017 : De terugkeer van de Wespendief : Laura
- 2017 : Weeën : Nina

## Vie privée
Elle est en couple avec l'acteur David Lucieer, de cette union naît le premier enfant, un garçon prénommé Sam Eli Lucieer (né en 2018),.